# Сан-Джованні-а-Порта-Латіна
Сан-Джованні-а-Порта-Латіна (італ. San Giovanni a Porta Latina) — титулярна базиліка недалеко від Латинських воріт стіни Авреліана в Римі.

## Історія
Церква присвячена апостолу Івану Богослову та збудована в 4 столітті.
Потім багато разів перебудовувалась: вперше у 720 р., пізніше при папі Целестині III у 1191 р., збудована дзвіниця. Свої барокові форми церква отримала у XVI—XVII ст. Однак у ході останньої реставрації (1940—1941 рр.) був відновлений середньовічний вигляд церкви (бл. 1100 р.).
У церкві примітний цикл фресок початку XIII століття, що зображають 46 сцен зі Старого й Нового Заповітів роботи різних майстрів.

## Титулярна церква
Архієпископ краківський Францішек Махарські (пол. Franciszek Macharski) — Кардинал-священик з титулом церкви Сан Джованні а Порта Латіна з 1979 року.

## Галерея

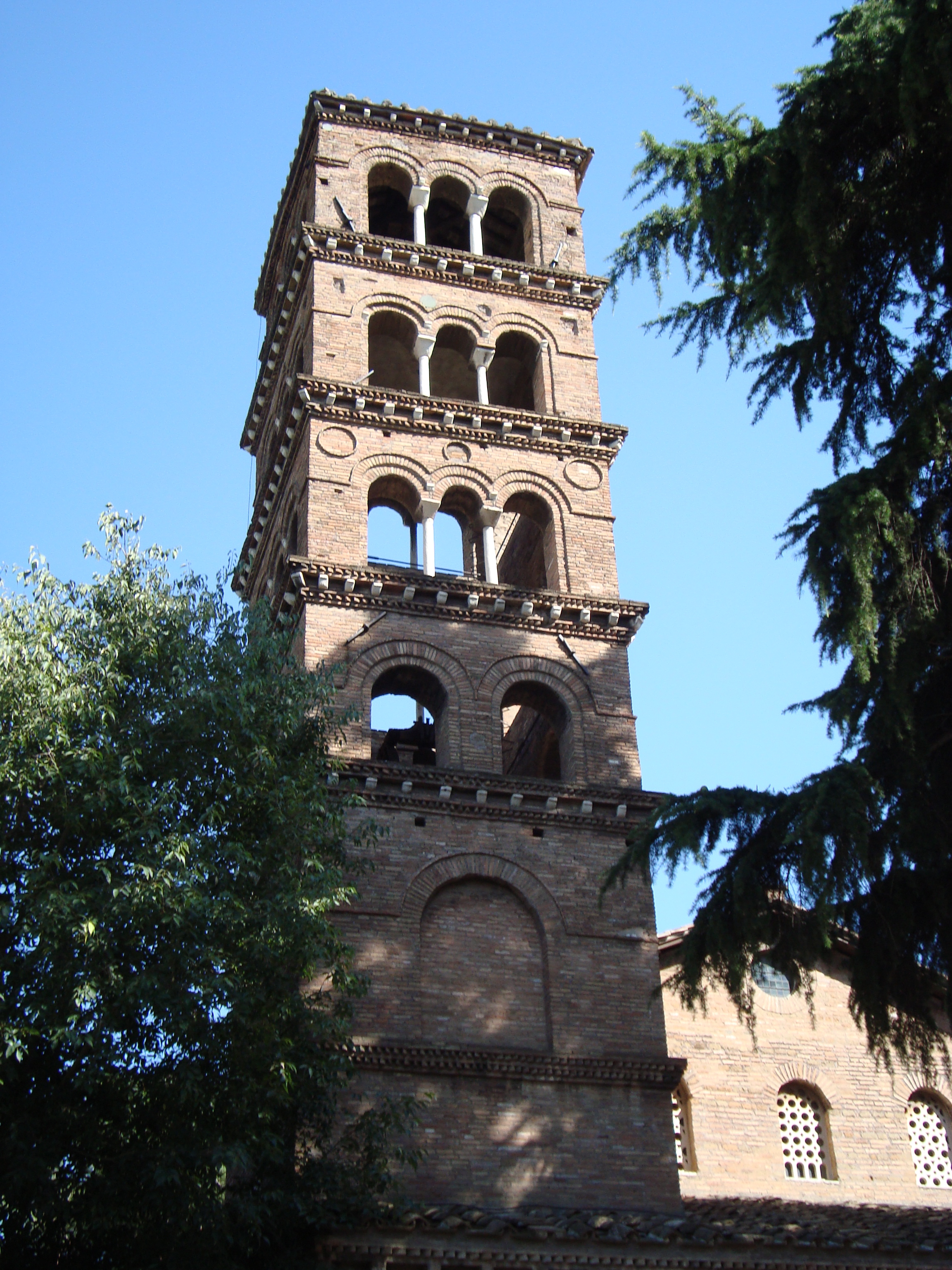
Дзвіниця
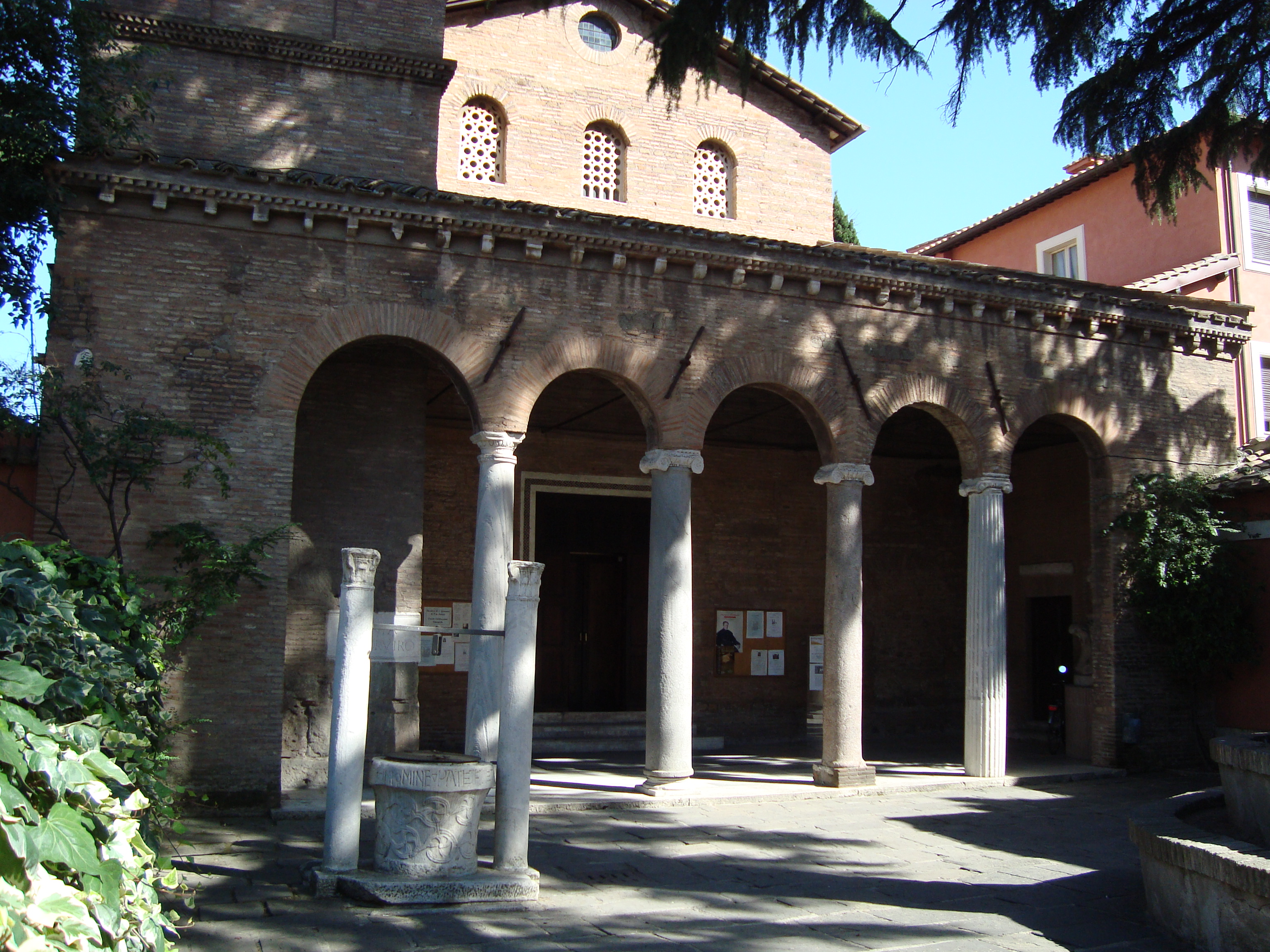
Портик
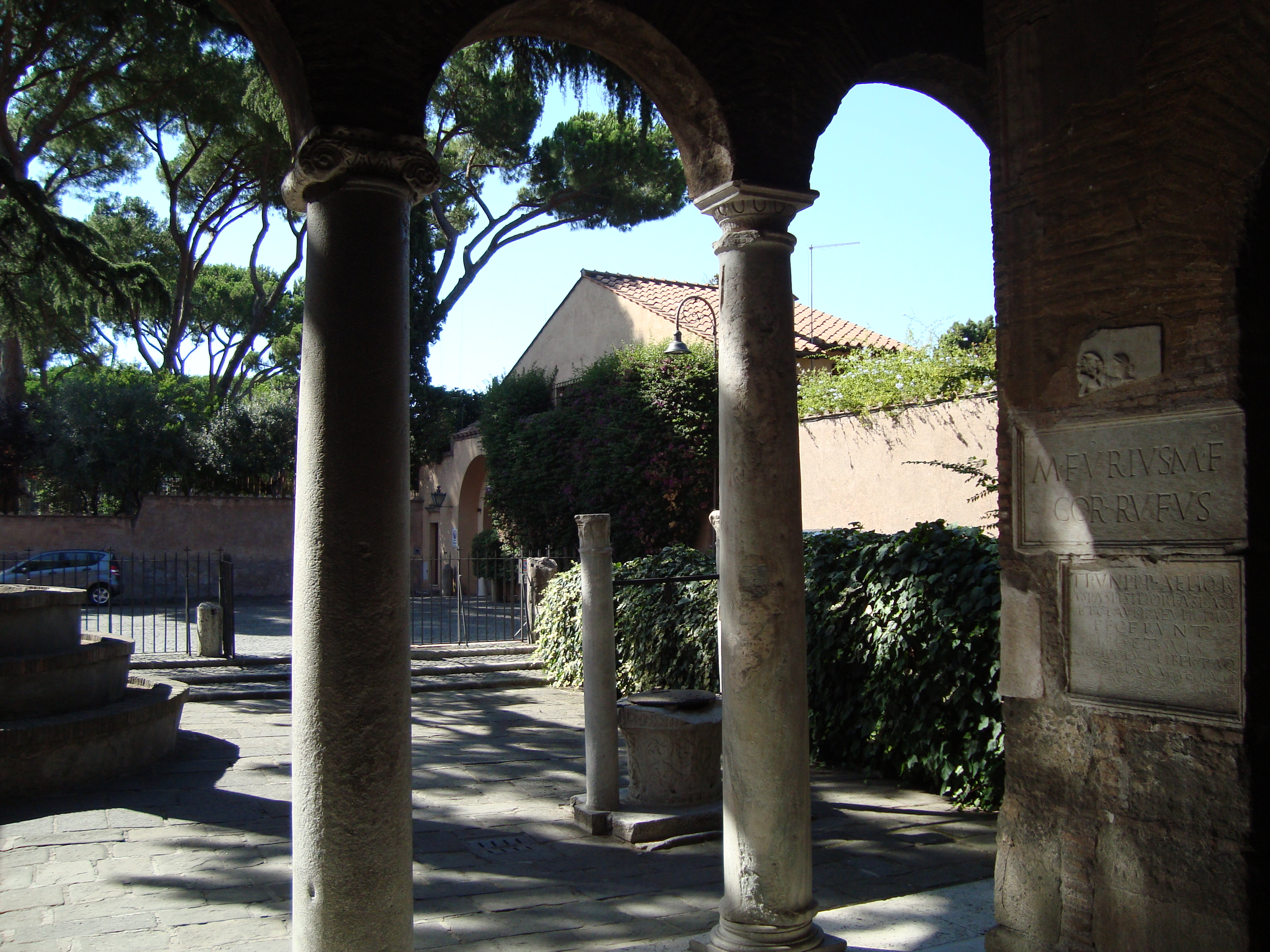
Інтер'єр портика
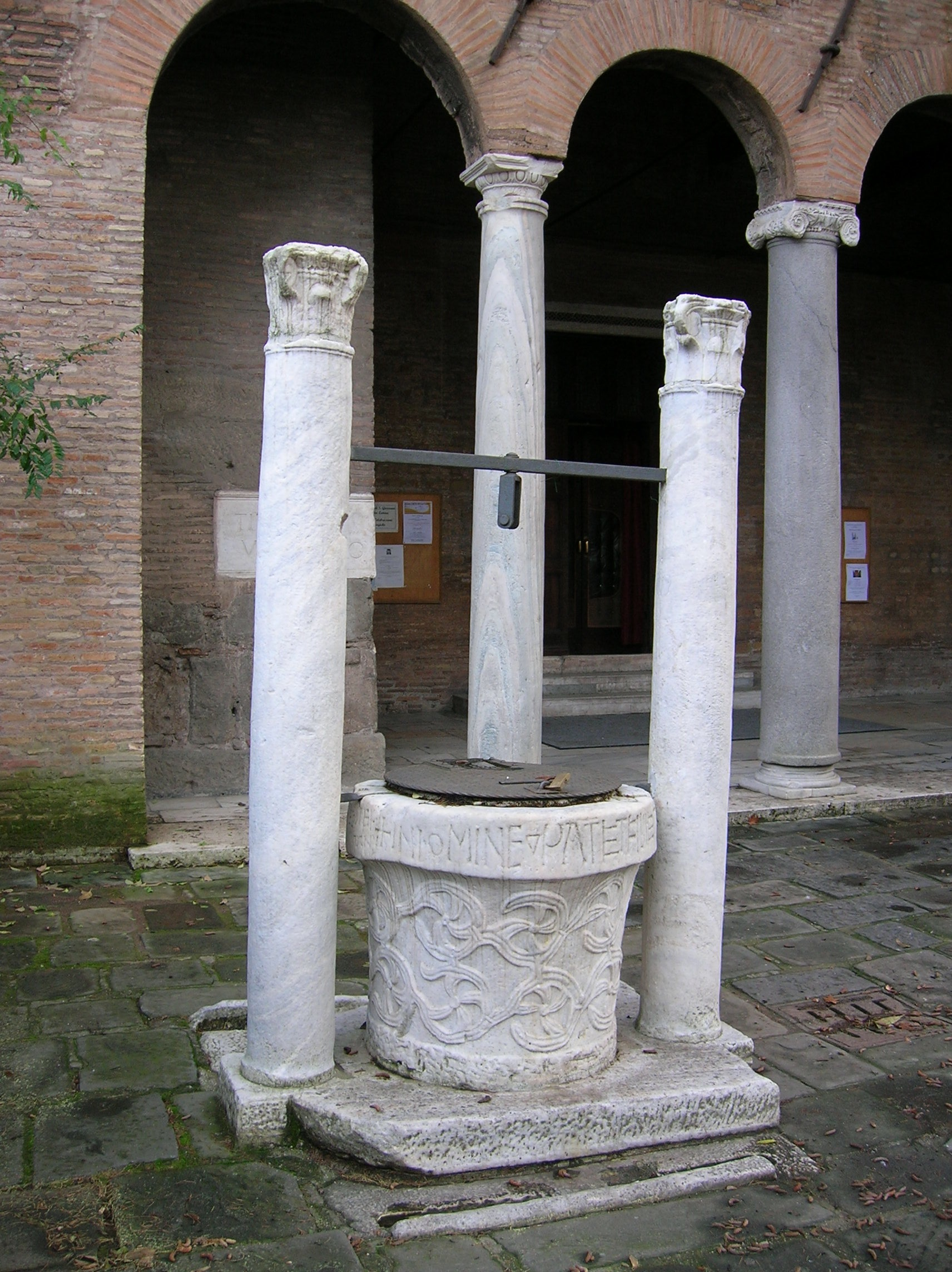
Криниця VIII ст. на вході
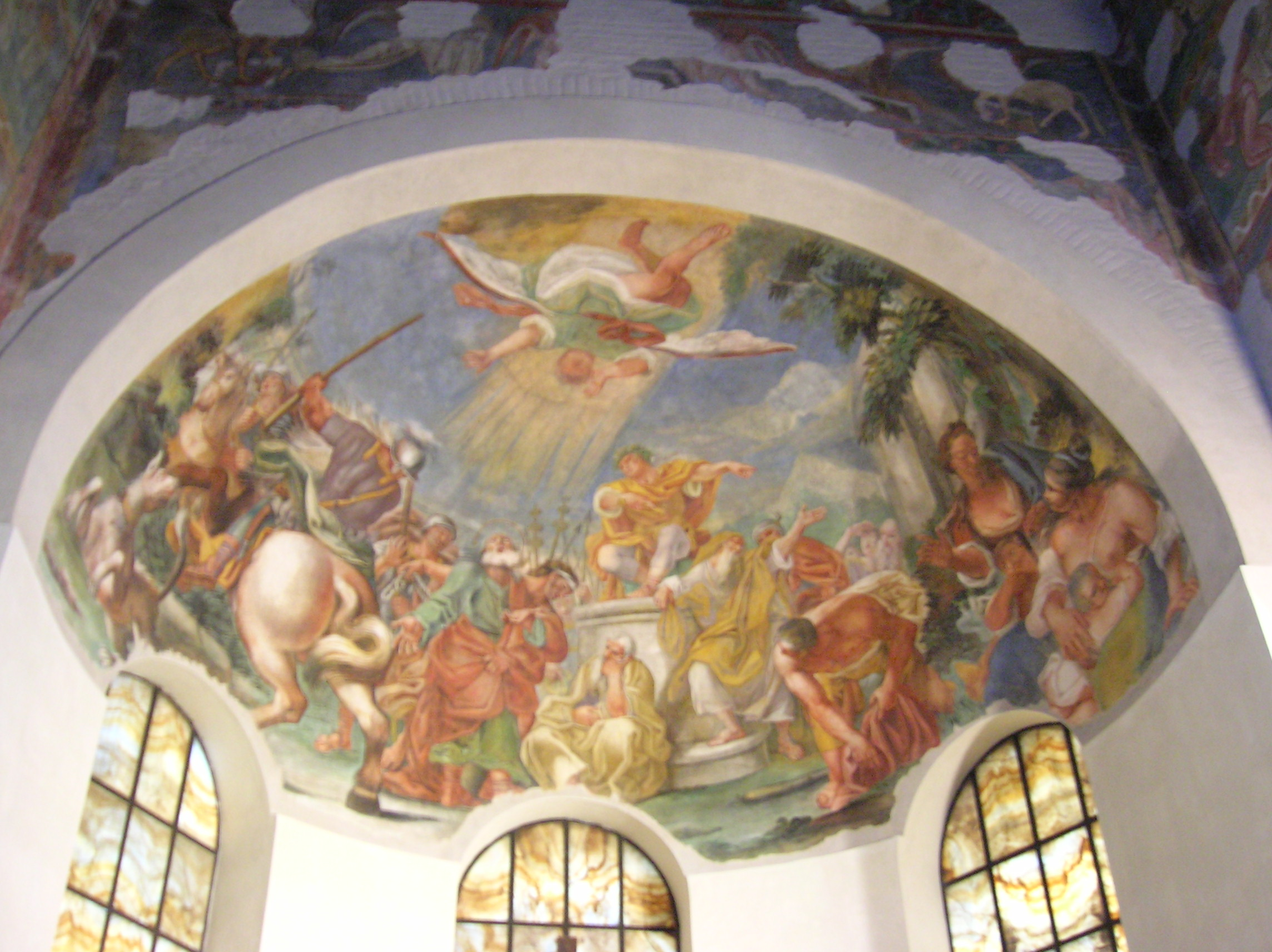
Фрески абсиди
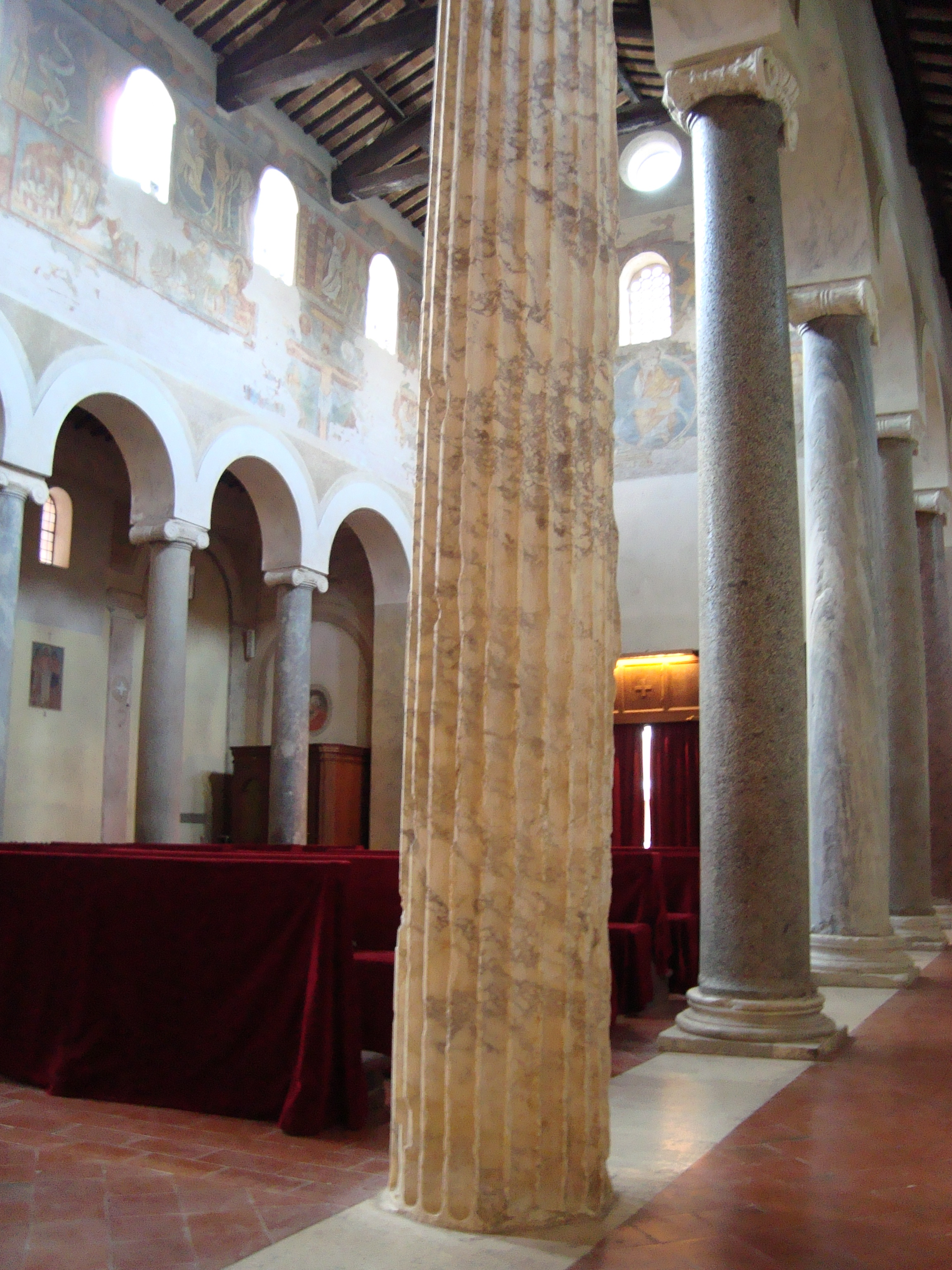
Деталі колон
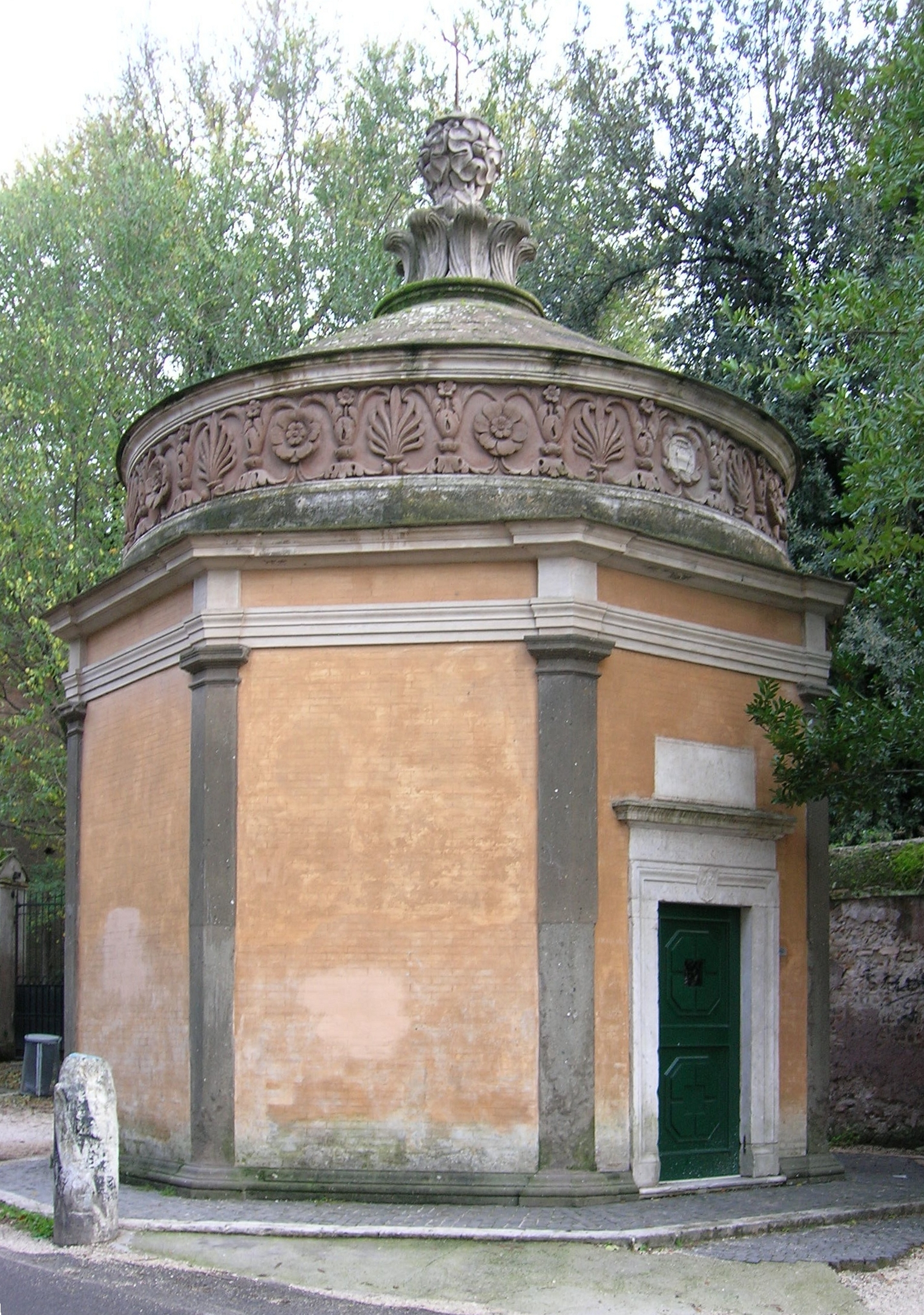
Ораторіум Сан Джованні ін Олео.
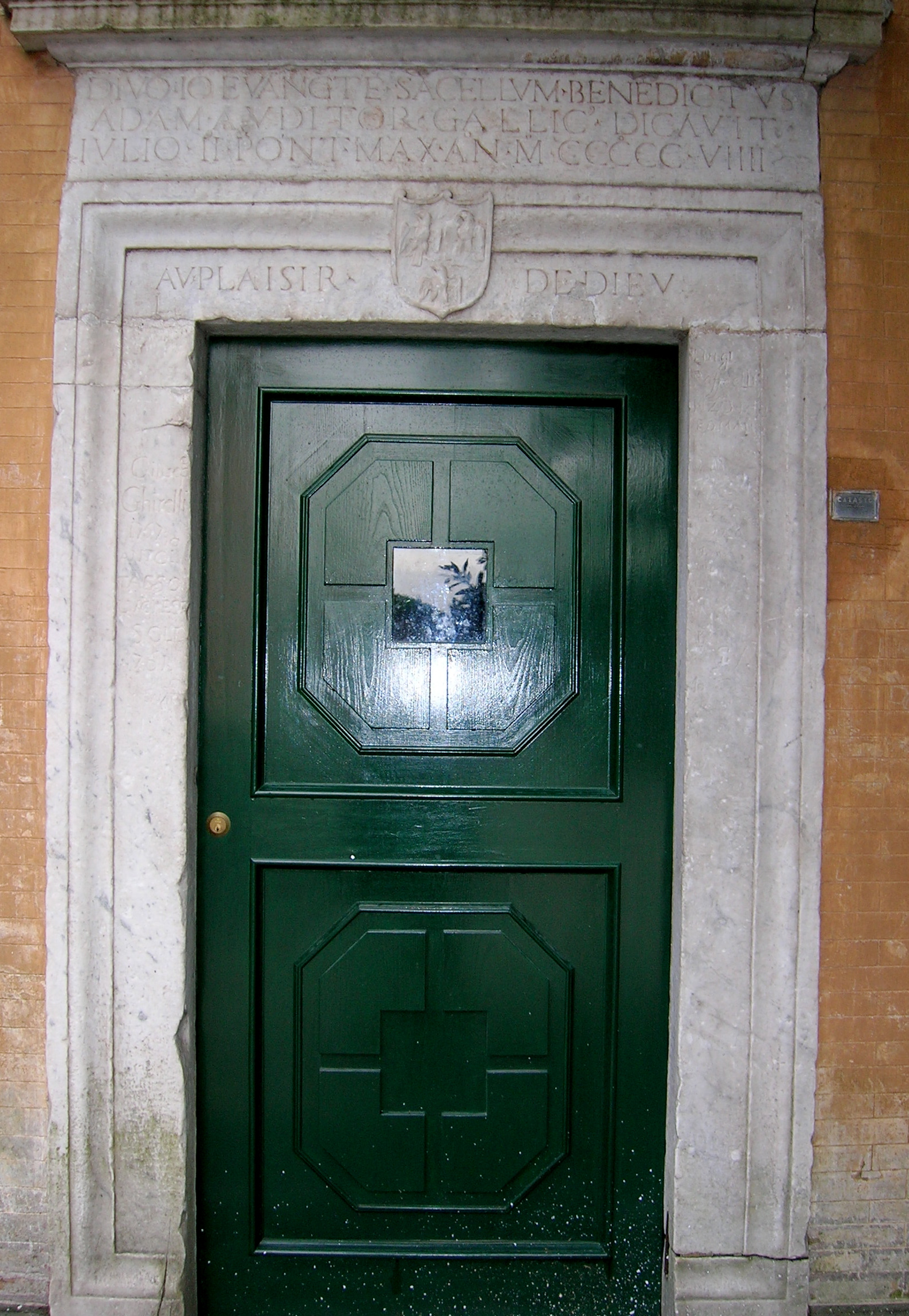
Надписи на дверях ораторію